# Governo Løkke Rasmussen I
Il Governo Rasmussen è stato un governo del Regno di Danimarca, il primo presieduto da Lars Løkke Rasmussen.
Si tratta di un esecutivo di coalizione tra il Partito Liberale e il Partito Popolare Conservatore.
È stato in carica dal 5 aprile 2009, in seguito alle dimissioni di Anders Fogh Rasmussen che assunse il ruolo di Segretario generale della NATO, al 3 ottobre 2011. Il 23 febbraio 2010 è stato soggetto ad un grande rimpasto che ha coinvolto tutti i ministeri ad eccezione delle Finanze, del Lavoro e delle Politiche comunitarie.

## Primo Ministro
| Lars Løkke Rasmussen (Partito Liberale) |

## Ministeri

### Interno
| Ministro | Bertel Haarder (Partito Liberale) - dal 23/02/2010 Karen Ellemann (Partito Liberale) - fino al 23/02/2010 |

### Affari esteri
| Ministro | Lene Espersen (Partito Popolare Conservatore) - dal 23/02/2010 Per Stig Møller (Partito Popolare Conservatore) - fino al 23/02/2010 |

### Bilancio
| Ministro | Brian Mikkelsen (Partito Popolare Conservatore) - dal 23/02/2010 Lene Espersen (Partito Popolare Conservatore) - fino al 23/02/2010 |

### Giustizia
| Ministro | Lars Barfoed (Partito Popolare Conservatore) - dal 23/02/2010 Brian Mikkelsen (Partito Popolare Conservatore) - fino al 23/02/2010 |

### Difesa
| Ministro | Gitte Lillelund Bech (Partito Liberale) - dal 23/02/2010 Søren Gade (Partito Liberale) - fino al 23/02/2010 |

### Cultura
| Ministro | Per Stig Møller (Partito Popolare Conservatore) - dal 23/02/2010 Carina Christensen (Partito Popolare Conservatore) - fino al 23/02/2010 |

### Finanze
| Ministro | Claus Hjort Frederiksen (Partito Liberale) |

### Tesoro
| Ministro | Peter Christensen (Partito Liberale) - dal 08/03/2011 Troels Lund Poulsen (Partito Liberale) - dal 23/02/2010 all'8/03/2011 Kristian Jensen (Partito Liberale) - fino al 23/02/2010 |

### Sviluppo economico
| Ministro | Søren Pind (Partito Liberale) - dal 23/02/2010 Ulla Tørnæs (Partito Liberale) - fino al 23/02/2010 |

### Istruzione
| Ministro | Troels Lund Poulsen (Partito Liberale) - dal 08/03/2011 Tina Nedergaard (Partito Liberale) - dal 23/02/2010 all'8/03/2011 Bertel Haarder (Partito Liberale) - fino al 23/02/2010 |

### Integrazione e Affari sociali
| Ministro | Benedikte Kiær (Partito Popolare Conservatore) - dal 23/02/2010 Karen Ellemann (Partito Liberale) - fino al 23/02/2010 |

### Agricoltura e Politiche forestali
| Ministro | Henrik Høegh (Partito Liberale) - dal 23/02/2010 Eva Kjer Hansen (Partito Liberale) - fino al 23/02/2010 |

### Lavoro
| Ministro | Inger Støjberg (Partito Liberale) |

### Risorse energetiche
| Ministro | Lykke Friis (Partito Liberale) - dal 24/02/2010 Connie Hedegaard (Partito Popolare Conservatore) - fino al 23/02/2010 |

### Trasporti
| Ministro | Hans Christian Schmidt (Partito Liberale) - dal 23/02/2010 Lars Barfoed (Partito Popolare Conservatore) - fino al 23/02/2010 |

### Salute
| Ministro | Bertel Haarder (Partito Liberale) - dal 23/02/2010 Jakob Axel Nielsen (Partito Popolare Conservatore) - fino al 23/02/2010 |

### Politiche comunitarie
| Ministro | Bertel Haarder (Partito Liberale) |

### Ambiente
| Ministro | Karen Ellemann (Partito Liberale) - dal 23/02/2010 Troels Lund Poulsen (Partito Liberale) - fino al 23/02/2010 |

### Pari opportunità
| Ministro | Lykke Friis (Partito Liberale) - dal 23/02/2010 Inger Støjberg (Partito Liberale) - fino al 23/02/2010 |